# 서경덕 (교수)
서경덕(徐坰德, 1974년 5월 25일 ~ )은 대한민국의 교수, 방송인, 교육인, 사회운동가다. 서울특별시에서 태어나 성남고등학교와 성균관대학교 조경학과를 나온 뒤 고려대학교 생명과학대학원 박사과정을 수료했다. 대학 시절 유럽 배낭여행을 하면서 일본인·중국인으로 오해를 많이 받아 한국의 낮은 인지도에 오기가 발동해 대한민국 홍보를 시작했다. 2005년 뉴욕타임즈에 독도 광고를 실으며 화제를 불러 일으켰고, 동해와 한글, 비빔밥까지 대한민국의 역사와 문화를 홍보하는데 노력을 기울였다. 이후 위안부 문제, 동북공정에 따른 고구려 역사 왜곡 문제 등 세계 언론에 광고 캠페인을 벌였다. 뿐만 아니라 세계 유명 박물관 한국어 서비스 제공 및 한글과 한식의 세계화에도 앞장서고 있으며, 2011년 6월부터 KBS 《서경덕의 국가대표》 진행자로도 활동하고 있다.2016년에 석사 논문의 64%가 표절 등의 부정행위로 판명되었다.

## 생애

### 대학생 시절
서경덕은 캠퍼스의 낭만을 생각하며 대학에 들어갔으나 생각보다 낭만적이지 않은 현실에 실망했다. 그래서 "직접 내가 원하는 일을 하면 어떨까" 생각하여 문화창조동아리인 '생존 경쟁'을 만들게 됐다. 1994년 서울시 정도 600년의 해를 맞이하던 시절 타임캡슐을 만들어 남산공원에 묻고 400년 뒤인 2394년에 열어보도록 하는 행사가 열렸다. 그 안에 넣을 물품 600점을 선정했는데 그중 1994년의 상황을 보여주는 것들은 많이 포함되어 있었지만 상상력이 들어있는 것은 없었던 것이었다. 그리하여 서경덕은 대학생들이 400년 뒤를 상상한 것을 담으면 재미있겠다 생각하여 전국의 대학들에 포스터를 보내서 400년 뒤 서울의 모습을 예상한 의견들을 받았다. 인터넷이 없던 시절이라 직접 대학을 돌아다니며 발로 뛰었다. 개중에는 '대한민국이 세계를 정복한다'거나 '세계 공용어가 한국어가 된다'는 등의 의견들도 있었다. 전국 대학생들의 의견을 받아 정리한 내용이 2만장을 넘었다. 동아리 방도 없었기 때문에 여관에 방을 잡고 자료를 모두 옮겼다. 컴퓨터로 통계를 낼 수도 없었기 때문에 동아리 회원 15명이 수작업으로 돌아가면서 24시간 철야 작업에 돌입해 어렵게 정리했다. 그리고 자료를 들고 서울시에 찾아가자 직원은 매우 놀라며 재미있는 자료라고 평가했다. 그리고 다음날 생존경쟁의 조사 결과가 일간지에 실렸고 타임캡슐에도 실려서 묻혔다. 첫 번째 프로젝트가 성공하면서 동아리는 많은 홍보가 됐고 2기 회원 모집에서 10명을 뽑는데 전국에서 대학생들의 편지가 700통이 오기도 했다. 생존경쟁은 지금도 존재하며 27기를 맞고 있다.
두 번째 프로젝트로 '사회에 좋은 일들을 해보자' 하여 1995년 광복 50주년에 전 세계 해외 토픽란에 나올만한 이벤트를 계획했다. 언론의 주목을 받기 위해 세계 기네스북 도전을 해보기로 했다. 서점에 가서 기네스북을 구입하고 소재를 선정하던 중 가로 100미터에 세로 70미터 정도의 세계에서 가장 큰 국기가 있다는 소식을 봤고 서경덕과 동아리는 그것보다 더 큰 150미터에 100미터 크기로 만들자고 계획했다. 천 회사를 찾아가 협조를 부탁했더니 사장은 좋은일을 한다며 긍정적으로 평가하고 후원을 약속했다. 150미터에 100미터 크기라면 천의 무게만 1톤이 될 정도였다. 전국의 대학생들 8150명을 모아 건곤감리를 손바닥으로 찍어서 만들기로 했다. 어디서 펼칠지 생각하던 중 여의도 광장이 최적이라 생각했다. 하지만 가로길이 150미터가 맞지 않아 차질이 빚어졌고 해안가에서 재빨리 행사를 마치고 접자는 등의 아이디어가 쏟아졌으나 끝내 실행하지 못했다.

### 홍보 활동
1996년 서경덕은 배낭여행을 떠나게 됐다. 당시 2002년 월드컵 유치가 결정났던 시점이었다. 서경덕은 배낭여행을 다니며 월드컵 홍보를 위해 태극기와 깃발을 들고 다녀 외국인들이 사진을 찍어가는 등 호응이 있었다. 그러나 대부분의 외국인들이 일본인, 중국인이냐는 질문을 해왔고 심지어 한국이 일본어를 쓴다고 오해하는 사람들도 있어 안타까움을 느꼈다. 한편 서경덕은 8월 15일이 되면 한국 배낭여행객들이 파리 에펠탑에 모인다는 소식을 들었고 단순 모임이 아닌 의미있는 행사를 해보기로 계획했다. 유럽 전역을 돌며 "8월 15일에 에펠탑에서 만나자"며 한국 배낭여행객들에게 홍보를 했다. 서경덕의 예상보다 훨씬 많은 300명 정도가 모였다. 사람들이 둥굴게 원을 그려 모이고 애국가를 부르고 만세 삼창을 외치기도 했다. 이어 '아리랑', '고향의 봄', '아리랑 목동', '독도는 우리땅' 등을 불렀다. 이를 계기로 서경덕은 한국 홍보를 제대로 해봐야겠다는 생각을 가졌다.
군대를 제대하고 2002년 월드컵 직전 서경덕은 MBC 《믿거나 말거나》라는 프로그램에서 잔디로 만든 자켓을 입은 사람을 보았고 친환경 월드컵이 대세이던 시절 상암구장 잔디로 자켓을 만들어서 홍보를 해보기로 했다. 이를 제작해 김대중 대통령이 개회사를 할 때 깜짝쇼로 입고 나오면 좋겠다고 생각하여 재킷 제작자를 만나기 위해 뉴욕으로 향했다. 그리고 해당 내용을 방송한 CBS에 찾아가 연락처를 물었으나 개인정보 문제로 알려줄 수 없다며 "그 사람에게 연락달라고 전해주겠다"는 답변이 돌아왔으나 1~2주를 기다려도 답변이 돌아오지 않아 직접 찾아봐야겠다는 생각을 하고 TV화면을 사진으로 찍어 전단지를 만들어 길에 다니는 사람들에게 무작정 물어보며 찾았다. 그러나 이렇다할 답변은 없었고 누군가 소호의 샵에서 본것같다는 말을 하자 뉴욕의 수백개 소호 샵을 전부 돌아다녀봤지만 허사였다. 그러던 중 신문에서 "사람을 찾아드립니다"라는 광고를 보게 됐고 그곳에 찾아가 자초지종을 설명하고 이 사람을 찾아달라고 부탁하자 한인이었던 사장은 흔쾌히 승락했고 이틀만에 그 사람을 찾아내 연락처를 받아 바로 찾아가서 만났다. 먼 곳에서 온 것에 감탄한 잔디청년은 재킷에 씨를 뿌리고 물을 주어 자라게 하는 모습을 보여줬다. 재킷 제작방법을 터득한 서경덕은 귀국 후 바로 청와대에 전화를 걸어 잔디청년의 친필편지와 그간 모아 놓았던 자료들을 모아 청와대로 보냈으나 며칠간 검토한 청와대는 아이디어를 수용할 수 없다는 입장을 보내와 서경덕을 안타깝게 했다. 그러나 이를 추진하는 과정에서 기사들이 나가면서 월드컵 알리기에는 한몫을 했다. 서경덕은 당시에도 한국홍보일을 평생 하게 될 줄은 몰랐다고 한다. 처음에는 가벼운 마음으로 한국 홍보책자와 태극부채, 배지 등을 들고다니며 외국의 도서관 등에 기증하는 일을 하는 정도였다.

### 동해와독도홍보
2005년 서경덕은 독도홍보를 본격적으로 시작했다. 서경덕이 뉴욕에서 한국 홍보에 힘쓰던 시절 일본에서 '다케시마의 날' 조례를 제정하겠다고 한 것이었다. 이를 보며 서경덕은 "객관적인 자료로 세계 여론을 환기시키는게 좋겠다"라는 생각을 가졌다. 뉴욕타임스는 세계에서 가장 영향력 있고 신뢰받는 언론이기 때문에 이곳에 광고를 내보내면 세계적으로도 관심을 끌 수 있겠다고 생각한 것이었다. 대학생때부터 좋은일에 쓰기 위해 모아놓은 돈을 쓸때가 왔다고 생각하여 처음엔 1/6 크기의 박스광고를 계획했다. 한국의 광고 전문가들이 아무런 보수 없이 제작을 도와줬다. 날짜 지정 광고는 가격이 비싸 갑작스레 공간이 비었을 때 대신 광고가 나가는 '스탠바이 광고'를 선택했다. 광고를 의뢰한지 6일정도 지난 7월 27일에 광고가 나갔다. 광고는 큰 반향을 불러일으켰다. 현지에서 세탁소를 운영하는 한국인이 연락을 해와 "드라이클리닝을 하면 덮어주는 비닐에 인쇄하고싶다"며 파일을 요청해온 경우도 있었고 택배회사에서 "박스에 인쇄해서 쓰고싶다"며 파일을 요청해오는 경우도 있었다. 또한 각국의 교민들이 돈을 걷어 그 나라의 유력 일간지에 똑같은 광고를 내는 광고 릴레이도 이어졌다. 그러나 일본 극우단체에 소속된 회원들이 폭탄 협박메일을 보내오는 경우도 있었고 반대로 일본인 교수가 전화를 걸어와 진실을 알리는 일을 응원한다는 격려의 메시지도 왔다. 그리고 2008년에는 워싱턴포스트에 독도 전면 광고를 내면서 김장훈을 처음으로 만났다. 당시 《미안하다 독도야》라는 다큐멘터리 영화를 기획하고 나레이션을 할 사람을 찾다가 김장훈을 찾아가 섭외를 하려고 하니 김장훈이 "언젠가 한국 홍보 일에 도움이 되고 싶었다"라며 흔쾌히 승락했다. 《미안하다 독도야》를 작업하던 중 김장훈이 "다른 계획하는게 없냐"는 질문에 "전면광고 제작을 하고있다"고 대답하자 김장훈은 "모든 광고 비용을 대겠다"고 하여 뉴욕타임즈 전면광고를 내게 되었다. 이어서 동해 표기 바로잡기 캠페인을 시작했다. 이전까지 아시아 관련된 기사와 지도가 나올때마다 거의 대부분 '일본해(sea of japan)'로 표기되어 있었다. 이를 '동해(east sea)'로 바로잡기 위해 '워싱턴 포스트의 실수', '뉴욕타임스의 실수', '월 스트리트 저널의 실수'등 연속 3번에 걸쳐 '실수'시리즈 전면광고를 게재했다. 모두 김장훈의 후원으로 이루어진 것이었다. 자사의 실수를 지적하는 광고이기 때문에 해당 언론사가 승락할지 걱정하였으나 다행히 모두 승락했다. 이 광고 이후로 일부 언론에서 일본해와 동해를 병행표기하며 성과를 얻기도 했다.
서경덕은 천여명에 이르는 대학생들과 만남을 가지며 한국 홍보에 대해서 이야기를 나누고 있다. 그중 "외국에 나가는데 한국 홍보에 도움이 되려면 어떻게 하면 좋겠는가"라는 질문을 많이 받는데 서경덕은 "글로벌 에티켓만 잘 지켜도 도움이 된다"고 대답한다. 서경덕은 영국의 작은 박물관에 갔었는데 그곳에 있던 지도에서 '일본해(sea of japan)'를 칼로 그어 지워놓고 매직으로 '동해(east sea)'라고 써놓은 것을 봤다며 "마음은 이해하지만 좋은 방법이 아니다"라고 말했다.

## 학력
- 당곡초등학교
- 성보중학교
- 성남고등학교
- 성균관대 조경학과
- 고려대 생명과학대학원 박사과정 수료

## 약력
- 독립기념관 명예 홍보대사
- 국가브랜드위원회 자문단 자문위원
- 국가보훈처 나라사랑 정책자문위원
- 아리랑 TV 전략기획위원
- 서울시장애인복지시설협회 홍보대사
- 조니워커 킵워킹펀드 심사위원
- 소년의 집 홍보대사
- 재단법인 대한국인 초대 이사장

## 주요 활동 내역
- 2005년부터 뉴욕타임스, 워싱턴포스트, 월스트리트저널 등에 독도와 동북공정 등에 관련된 홍보·의견 광고[18]
- TV 오락 프로그램인 무한도전 출연자들과 함께 뉴욕타임스에 '비빔밥'을 소재로 한 한국 홍보 광고[19]
- 뉴욕 메트로폴리탄박물관, 현대미술관(MoMA), 미국자연사박물관 등에 자문하여 한국어 안내 책자의 제작을 추진
- 설치미술가 강익중과 함께 '한글 세계 전파 프로젝트'와 '세계 분쟁지역 평화 전파 프로젝트' 진행 중[20]
- 안중근 의거 100주년이었던 2009년에는 대한민국 서울을 비롯, 미국, 중국, 일본 등의 유적지를 돌며 사람들이 찍은 손도장 3만 2천여 개를 모아 '대형 안중근 손도장'을 제작·전시[21]
- 2010년 디자이너 이상봉과 함께 '대한민국 100년의 꿈 캠페인' 추진[22][21]
- 한국 홍보 웹사이트(www.ForTheNextGeneration.com)를 통해 고구려 및 발해, 독도와 동해, 일본군 위안부에 관한 사료와 언론 보도와 동영상 등을 영문으로 게재
- 각종 언론지에 한글 홍보 광고 게재[23]
- 2011년 8월 뉴욕 타임스스퀘어에 아리랑 광고[24]

## 방송
- KBS 《서경덕의 국가대표》
- KBS 《한국 한국인》<뉴욕 심장부에 독도를 알리다> 2010년 5월 6일
- MBC 《황금어장》<무릎팍도사> 2010년 8월 11일
- MBC 《무한도전》2010년 12월 11일
- MBC 《컬투의 베란다쇼》 2013년 3월 18일 ~ 2014년 2월 28일
- MBN 《황금알 2》
- 채널A 《행복한 아침》 2019년 6월 28일

## 저서
- 《세계를 향한 무한도전》, 2009년, ISBN 8994149007

## 영화
- 《미안하다 독도야》기획 (2009년 5월 21일)[25]

## 수상 내역
- 제6회 환경재단 세상을 밝게 만든 사람들